# Elaeocarpus limitaneioides
Elaeocarpus limitaneioides är en tvåhjärtbladig växtart som beskrevs av Y. Tang. Elaeocarpus limitaneioides ingår i släktet Elaeocarpus och familjen Elaeocarpaceae. Inga underarter finns listade i Catalogue of Life.